# Ian Barker
Ian Barker, född den 10 augusti 1966 i Cardiff, är en brittisk seglare.
Han tog OS-silver i 49er i samband med de olympiska seglingstävlingarna 2000 i Sydney.